# Guardialfiera
Guardialfiera là một đô thị ở tỉnh Campobasso trong vùng Molise thuộc nước Ý, có vị trí cách khoảng 30 km về phía đông bắc của Campobasso. Tại thời điểm ngày 31 tháng 12 năm 2004, đô thị này có dân số 1.185 người và diện tích là 43,2 km².
Guardialfiera giáp các đô thị: Acquaviva Collecroce, Casacalenda, Castelmauro, Civitacampomarano, Larino, Lupara, Palata.